# Бер-Веллі-Спрінгс (Каліфорнія)
Бер-Веллі-Спрінгс (англ. Bear Valley Springs) — переписна місцевість (CDP) в США, в окрузі Керн штату Каліфорнія. Населення — 5592 особи (2020).

## Географія
Бер-Веллі-Спрінгс розташований за координатами 35°10′46″ пн. ш. 118°37′33″ зх. д. / 35.17944° пн. ш. 118.62583° зх. д. (35.179413, -118.625963).  За даними Бюро перепису населення США в 2010 році переписна місцевість мала площу 107,62 км², з яких 107,45 км² — суходіл та 0,17 км² — водойми.

## Демографія
Згідно з переписом 2010 року, у переписній місцевості мешкали 5172 особи в 2124 домогосподарствах у складі 1624 родин. Густота населення становила 48 осіб/км².  Було 2729 помешкань (25/км²).
Расовий склад населення:
| - 92,3 % — білих - 1,4 % — чорних або афроамериканців - 1,1 % — азіатів - 0,9 % — корінних американців - 0,1 % — вихідців з тихоокеанських островів - 1,7 % — осіб інших рас |

До двох чи більше рас належало 2,5 %. Частка іспаномовних становила 7,7 % від усіх жителів.
За віковим діапазоном населення розподілялося таким чином: 20,6 % — особи молодші 18 років, 55,6 % — особи у віці 18—64 років, 23,8 % — особи у віці 65 років та старші. Медіана віку мешканця становила 51,0 року. На 100 осіб жіночої статі у переписній місцевості припадало 99,2 чоловіків;  на 100 жінок у віці від 18 років та старших — 94,8 чоловіків також старших 18 років.
Середній дохід на одне домашнє господарство  становив 92 740 доларів США (медіана — 83 159), а середній дохід на одну сім'ю — 103 206 доларів (медіана — 96 429). За межею бідності перебувало 4,6 % осіб, у тому числі 12,6 % дітей у віці до 18 років та 0,0 % осіб у віці 65 років та старших.
Цивільне працевлаштоване населення становило 1748 осіб. Основні галузі зайнятості: публічна адміністрація — 20,1 %, освіта, охорона здоров'я та соціальна допомога — 17,1 %, виробництво — 12,0 %, науковці, спеціалісти, менеджери — 11,4 %.